# Kissin’ Cousins (альбом)
| Оценки критиков | Оценки критиков                                                          |
| Источник        | Оценка                                                                   |
| --------------- | ------------------------------------------------------------------------ |
| AllMusic        | 2 из 5 звёзд · 2 из 5 звёзд · 2 из 5 звёзд · 2 из 5 звёзд · 2 из 5 звёзд |

Kissin’ Cousins — студийный альбом Элвиса Пресли, представлявший собой саундтрек к одноимённому фильму с его участием («Целующиеся кузены», вышедшему на экраны в 1964 году).
Альбом поступил в продажу 2 апреля 1964 года. В США он поднялся на 6 место в альбомном чарте Billboard Top LP’s (американского журнала «Билборд»).
По продажам в США альбом был 27 марта 1992 года Американской ассоциацией звукозаписывающих компаний сертифицирован золотым.

## История
Саундтрек к фильму записан в октябре 1963 года на студии «RCA Records» в Нашвилле, штат Теннесси. Музыкальный альбом с одноимённым названием был выпущен в апреле 1964 года после премьеры фильма.

## Список композиций
| №  | Название                        | Автор(ы)                               | {{{extra_column}}} | Длительность |
| -- | ------------------------------- | -------------------------------------- | ------------------ | ------------ |
| 1. | «Kissin' Cousins (Number 2)»    | Bernie Baum, Bill Giant, Florence Kaye | September 29, 1963 | 1:16         |
| 2. | «Smokey Mountain Boy»           | Lenore Rosenblatt, Victor Millrose     | September 30, 1963 | 2:37         |
| 3. | «There's Gold in the Mountains» | Bernie Baum, Bill Giant, Florence Kaye | September 29, 1963 | 1:54         |
| 4. | «One Boy, Two Little Girls»     | Bernie Baum, Bill Giant, Florence Kaye | September 29, 1963 | 2:32         |
| 5. | «Catchin' On Fast»              | Bernie Baum, Bill Giant, Florence Kaye | September 30, 1963 | 1:21         |
| 6. | «Tender Feeling»                | Bernie Baum, Bill Giant, Florence Kaye | September 29, 1963 | 2:33         |

| №  | Название                                                   | Автор(ы)                                    | {{{extra_column}}} | Длительность |
| -- | ---------------------------------------------------------- | ------------------------------------------- | ------------------ | ------------ |
| 1. | «Anyone (Could Fall in Love with You)» (omitted from film) | Bennie Benjamin, Luchi de Jesus, Sol Marcus | September 30, 1963 | 2:29         |
| 2. | «Barefoot Ballad»                                          | Dolores Fuller, Larry Morris                | September 30, 1963 | 2:26         |
| 3. | «Once Is Enough»                                           | Sid Tepper and Roy C. Bennett               | September 29, 1963 | 1:55         |
| 4. | «Kissin' Cousins»                                          | Fred Wise and Randy Starr                   | September 30, 1963 | 2:14         |
| 5. | «Echoes of Love» (bonus track)                             | Bob Roberts and Paddy McMains               | May 26, 1963       | 2:20         |
| 6. | «(It's a) Long Lonely Highway» (bonus track)               | Doc Pomus and Mort Shuman                   | May 27, 1963       | 2:38         |

## Состав музыкантов
- Элвис Пресли — вокал
- The Jordanaires — бэк-вокалы
- Милли Киркхам — бэк-вокалы
- Скотти Мур, Грэди Мартин, Джерри Кеннеди, Гарольд Брэдли — гитара
- Боб Мур — бас-гитара
- Флойд Крамер — фортепиано
- Бутс Рэндольф, Bill Justis — саксофон
- Доминик Фонтана, Бадди Харман — барабаны